# Cormagens

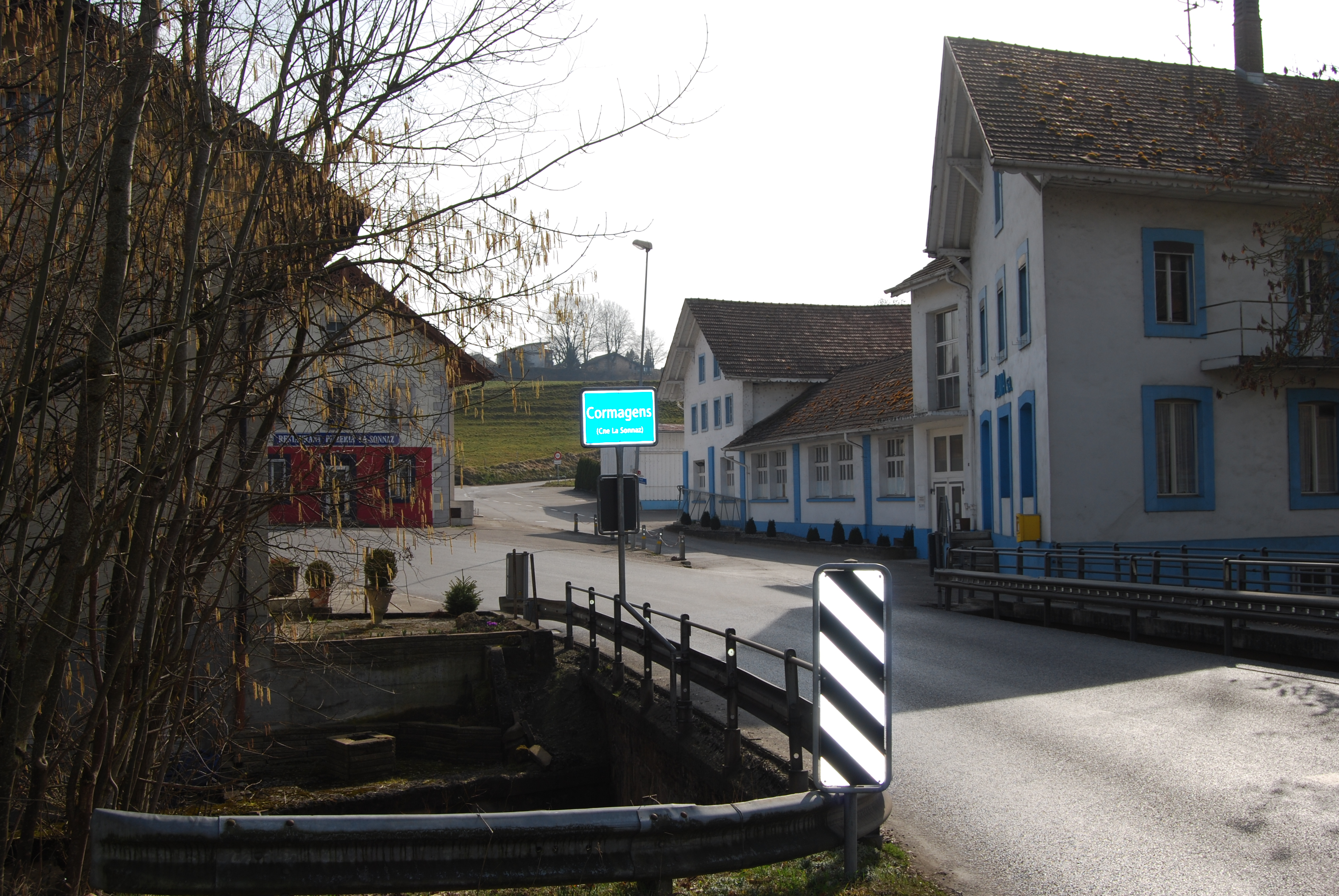
Cormagens

Cormagens is een dorpskern van de gemeente La Sonnaz. De andere kernen zijn Formangueires, Lossy en La Corbaz. Tot 2004 was Cormagens een van de kleinste gemeentes van het kanton Fribourg met ongeveer 100 inwoners. In 2004 volgde de fusie van deze gemeente met La Corbaz en Lossy-Formangueires tot La Sonnaz. Het ligt op 4 kilometer van de stad Fribourg.
De plaats bestaat uit enkele boerderijen aangevuld met woonhuizen van mensen die voornamelijk in kanton Fribourg werken. De voornaamste economische activiteit in het dorpje is land- en bosbouw.
Op het grondgebied van het dorpje loopt het riviertje Sonnaz dat aldaar uitmondt in het Schiffenenmeer. Bovendien loopt de spoorlijn Fribourg-Murten over het grondgebied met een station in het op 1 km gelegen Pensier. Ook de wegverbinding Fribourg-Murten loopt over het grondgebied.
De eerste in een oorkonde vermelde naam was Cormagin in 1148. Later werd het plaatsje vermeld als Cormargin (1294), Cormargens (1445) en Cormagens (1668).